# 埃丽卡·贝洛
埃丽卡·贝洛（義大利語：Erika Bello，1975年11月30日—），意大利女子赛艇运动员。她曾代表意大利参加世界赛艇锦标赛，获得一枚铜牌。她也曾参加1996年夏季奥林匹克运动会。